# Fortunes (téléfilm)
Pour les articles homonymes, voir Fortunes.
Fortunes est un téléfilm réalisé par Stéphane Meunier et diffusée sur Arte le 19 décembre 2008. Lors de sa diffusion, le film a réuni près d'un million de téléspectateurs.
Les personnages principaux de cette comédie sociale de 90 minutes sont interprétés par Salim Kechiouche (Brahim), Alexia Portal (Héléna), Arnaud Ducret (Mike), El Bachir Bouchalga (Driss) et Farid Larbi (Fathi).
À la suite du succès du film, Arte a commandé à Stéphane Meunier et à Terence Films, le producteur, une série de 8 × 48 minutes qui sera diffusée à partir du 22 mars 2011 en deuxième partie de soirée sur Arte. 
On retrouve, un an après, les personnages principaux du film Brahim, Alexia, Mike, Driss et Fathi. 
Jeune agent immobilier, Brahim projette d'ouvrir sa propre agence. Il veut prouver à son père qu'il peut réussir comme lui, être indépendant. Mais l'argent lui manque et l'oblige à employer des moyens peu recommandables, entre système D et magouilles, toujours en compagnie de Mike et Driss, ses copains de fortune. Son principal sujet de préoccupation reste Héléna, sa copine, jeune femme pétillante d'origine portugaise. Alors qu'il n'a jamais parlé d'Héléna à sa famille, Brahim apprend qu'elle est enceinte. Il est pris entre deux feux. 
Ils décident de faire fortune. Mais l’amitié, la famille, les traditions peuvent-elles résister à l’ambition ? 

## Fiche Technique
- Réalisation : Stéphane Meunier
- Auteur : Alix Delaporte
- Production : Arte France, Adventure Line Productions, Terence Films

## Distribution
- Salim Kechiouche : Brahim Béchéri
- Alexia Portal : Héléna Da Silva
- Arnaud Ducret : Mike Moreno
- El Bachir Bouchalga : Driss El Bouchalga
- Smaïl Mekki : Kamel Béchéri, le père de Brahim
- Farid Larbi : Fathi
- Barbara Cabrita : Maria
- Jean-Charles Malet : Jean-Marc Lassen
- Julia Silva : Linda Da Silva
- Mansouria Kouadria : Myriam Béchéri
- Myriam Chetouane : Yasmina
- Fadila Belkebla : Leïla Béchéri
- Mélissa Djaouzi : Malika
- Henrique Beato : Pascal Da Silva, le cousin d'Héléna

## Récompenses
Fortunes a reçu le prix Genève du Meilleur premier script de fiction au Prix Europa de Berlin 2008, ainsi que le prix du meilleur film francophone TV5Monde au festival International Cinéma Tous Écrans de Genève en 2008.